# Сухая (приток Кына)
Сухая — река на Урале, в Пермском крае. Правый приток Кына, притока Чусовой. Впадает в Кын справа, в 1,6 км от его устья. Длина реки 20 км.

## География
Истоки Сухой — восточнее горы Каменная, западнее которой берёт начало текущая параллельно река Каменный Кын. Высота истока — 316 метров над уровнем моря. Сухая течёт на север по горной местности, вдоль западного подножия горы Дмитриевская, отделяющей Сухую от реки Чусовой. Впадает в Кын возле села Кын.

## Данные водного реестра
По данным государственного водного реестра России, река относится к Камскому бассейновому округу, водохозяйственный участок реки — Чусовая от города Ревды до в/п посёлка Кына, бассейн Камы, речной подбассейн — бассейны притоков Камы до впадения Белой.
Код объекта в государственном водном реестре — 10010100612111100010966.